# Leskino (plaats)
Leskino (Russisch: Лескино) is een plaats (derevnja) in de selskoje poselenieje van Akatovo binnen het gemeentelijk district Gagarinski in het noordoosten van de Russische oblast Smolensk. Het telde 2 inwoners in 2007.
Het gehucht ligt op 6 kilometer ten noordoosten van het districtscentrum Gagarin, op 10 kilometer ten noorden van de autoweg M-1 "Belaroes", aan de oever van de rivier Petrovka. Op 7 kilometer ten zuiden van het gehucht ligt het spoorstation Kolesniki aan de lijn Moskou - Minsk.
Tijdens de Tweede Wereldoorlog was de plaats bezet door Duitse troepen tussen oktober 1941 en maart 1943.